# Aurela Anastasi
Aurela Anastasi (Vlora, 1965. április 7. –) albán jogász, egyetemi tanár, 2017 óta az Albán Tudományos Akadémia rendes tagja. Szakterülete az emberi jogok, azon belül főként a női egyenjogúság jogi vonatkozásaival foglalkozik.

## Életútja és munkássága
A Tiranai Egyetem jogi karán végezte tanulmányait 1982 és 1987 között. Ezt követően tanársegédként folytathatta az oktatást az egyetem közjogi tanszékén, 2005 óta pedig egyetemi tanárként oktat a jogi karon. Két cikluson keresztül volt a közjogi tanszék vezetője, rövid ideig pedig a jogi kar dékánhelyettesi feladatait is ellátta. Oktatói munkája mellett 1996-ban emberi jogi ügyvédi praxist nyitott, valamint vendégoktatóként részt vesz az Albán Köztársaság Magisztratúráján (Shkolla e Magjistraturës se Republikës së Shqipërisë) és a Nemzeti Ügyvédi Iskolában (Shkolla Kombëtarë e Avokatisë) folyó ügyész- és ügyvédképzésben.
Pályája kezdetén főként alkotmányjogi és jogtörténeti kérdésekkel foglalkozott, majd a Tiranai Egyetem jogi karán, a mester- és doktori fokozaton egyaránt megszervezte „A nemek közötti egyenlőség jogi vonatkozásai” tárgykör oktatását. Ennek kapcsán szakmai érdeklődése fokozatosan az emberi jogok kérdésköre felé tolódott el, ezen belül elsősorban a női egyenjogúság és a fogyatékkal élők jogainak problémájával, a diszkrimináció és a családon belüli erőszak elleni küzdelem jogi hátterével foglalkozik.
Pályafutása során – kormánybizottságok vagy munkacsoportok elnökeként – hozzájárult az albán igazságügyi intézményi rendszer átalakításához, az emberi jogok alkotmányos és törvényi hátterének finomításához, részt vett az állam és a vallási közösségek közötti kapcsolatrendszer jogi alapjainak kidolgozásában. Emellett aktívan segíti az albániai civil szervezetek jogi munkáját, valamint fiatal jogászok bevonásával, pro bono alapon segíti a diszkriminált személyek jogi képviselethez való hozzáférését. Több monográfia szerzője vagy társszerzője, részt vesz albán és nemzetközi szakfolyóiratok szerkesztőségi munkálataiban.
2009-ben az Albán Tudományos Akadémia levelező, 2017-ben rendes tagjává választották, a Társadalomtudományi és Albanológiai Osztály munkájában vesz részt. Tagja a Nemzetközi Alkotmányjogi Egyesületnek (International Association of Constitutional Law) és az Európa Tanács alkotmányjogi tanácsadó szervezetének, a Velencei Bizottságnak.

### Főbb művei
- Institucionet politike dhe e drejta kushtetuese në Shqipëri (1912–1939) (’Politikai  intézmények és alkotmányjog Albániában 1912–1939. Tiranë: Luarasi. 1998.  ISBN 99927-606-2-1
- Historia e institucioneve: Tekst mësimor për studentët e drejtësisë (’Intézménytörténet: Jegyzet joghallgatóknak’). Tiranë: SHBLU. 1998.  ISBN 99927-0-297-4
- E drejta kushtetuese (’Alkotmányjog’). Tiranë: Pegi. 2004.  ISBN 99927-941-1-9
- Historia e së drejtës kushtetuese në Shqipëri (1912–1939) (’Az alkotmányjog múltja Albániában 1912–1939’). Tiranë: Pegi. 2007.  ISBN 978-99943-40-46-0
- Çështjet e barazisë gjinore në standardet ligjore dhe jurisprudencën kombëtare e ndërkombëtare (’A nemek közötti egyenlőség kérdései a hazai és nemzetközi jogelmélet tükrében’). Tiranë: Shkolla e Magjistraturës. 2010.  ISBN 978-99956-58-18-2  [Társszerzőként.]
- E drejta kushtetuese (’Alkotmányjog’). Tiranë: ABC. 2010.  ISBN 978-99956-01-41-6  [Társszerző: Luan Omari.]
- Shteti i së drejtës në kushtetutën e RSH-së (’Az alkotmányjog helyzete az Albán Köztársaságban’). Tiranë: Adelprint. 2011.  ISBN 978-99956-32-09-0  [Társszerzők: Xhezair Zaganjori, Eralda Methasani.]
- Të drejtat kushtetuese në interpretimin e Gjykatës së Lartë të SHBA-së (’Alkotmányos jogok az Amerikai Egyesült Államok Legfelsőbb Bíróságának értelmezésében’). Tiranë: Dajti 2000. 2012.  ISBN 978-99956-59-19-6  [Társszerzőként.]
- Barazia gjinore dhe mosdiskriminimi (’A nemek közötti egyenlőség és a hátrányos megkülönböztetés tilalma’). Tiranë: UN Women; Ambasada Spanjolle në Tiranë. 2012.  ISBN 978-9928-162-04-5  [Társszerzőként.]